# Brenda Pérez
Brenda Pérez Soler (Vilassar de Mar, 27 de junho de 1993) é uma futebolista espanhola que atua como médio pelo Sporting CP.

## Carreira
Brenda Pérez começou a sua carreira profissional no Espanyol, onde conquistou uma Taça da Rainha. Teve breve passagens por diversos clubes em Espanha. Assinou pelo Sporting CP em 2021, tornando-se um dos destaques do futebol feminino português e vencendo uma Supertaça e uma Taça de Portugal.

## Títulos

### Espanyol
- Taça da Rainha: 2011–12

### Sporting
- Supertaça: 2021–22
- Taça de Portugal: 2021–22